# Hercílio
Hercílio, właśc. Hercílio Leopoldino Duarte (ur. 29 stycznia 1931 w Porto Alegre) − piłkarz brazylijski, występujący na pozycji pomocnika.

## Kariera klubowa
Hercílio występował w Grêmio Porto Alegre. Z Grêmio zdobył mistrzostwo stanu Rio Grande do Sul – Campeonato Gaúcho w 1956 roku.

## Kariera reprezentacyjna
W 1956 roku Hercílio został powołany do reprezentacji Brazylii na Mistrzostwa Panamerykańskich, które Brazylia wygrała. Na turnieju w Meksyku był rezerwowym i nie wystąpił w żadnym meczu. Nigdy nie zdołał zadebiutować w reprezentacji.